# Picture editor
Il picture editor, indicato a volte come photo editor, è un professionista che raccoglie, esamina e sceglie fotografie e/o illustrazioni da pubblicare.
Un photo-editor opera in vari ambiti: editoria cartacea (libri, riviste, giornali) e digitale (siti web, blog), nel mondo dell'arte (gallerie d'arte, cataloghi d'arte) e aziendale (cataloghi prodotto, report annuali).
La scelta delle immagini e delle illustrazioni segue le linee guida imposte dalla redazione o dal committente, secondo le loro richieste e il budget investito.
| Controllo di autorità | LCCN (EN) sh85091568 · GND (DE) 4145417-0 |